# Ivy Forster
Ivy Forster (1907 – giugno 1997) è stata una politica britannica del Jersey. Durante la seconda guerra mondiale lei e la sua famiglia diedero rifugio ai deportati russi ai lavori forzati nelle isole del Canale occupate dai nazisti, attività che portò alla morte di sua sorella in un campo di concentramento. Dopo la guerra, Forster fu eletta negli Stati Uniti nel 1948, diventando il primo membro donna.

## Biografia
È nata nel 1907, una dei nove figli del marinaio Vincent Le Druillenec.
Durante la seconda guerra mondiale e l'occupazione tedesca delle Isole del Canale della Manica, sia lei che sua sorella Louisa diedero rifugio ai lavoratori forzati russi. Ivy Forster e suo marito Arthur accolsero Grigori Koslov nel dicembre 1942, con Koslov che viveva nella loro soffitta. Nel 1944 fu intercettata una lettera che informava i tedeschi che Louisa aveva dato rifugio a un altro russo, Feodor Buryi. Nel frattempo Buryi era stato trasferito a casa di Ivy, il Geheime Feldpolizei ha trovato le prove del suo soggiorno a casa di Louisa. Louisa è stata arrestata il 25 maggio e Ivy una settimana dopo, quando Buryi era andato via.
Il fratello Harold fu successivamente arrestato anche lui, era stato visto visitare Louisa. Tutti e tre furono condannati; Louisa e Harold furono inizialmente incarcerati in Francia, prima di essere inviati nei campi di concentramento: Louisa morì nel campo di concentramento di Ravensbrück, Harold sopravvisse alla detenzione nel campo di Bergen-Belsen, Ivy è stata risparmiata dalla deportazione grazie all'esenzione per motivi di salute, un medico ha fatto finta che soffrisse di tubercolosi, scontando la sua pena detentiva nel Jersey. Koslov e Buryi sopravvissero entrambi alla guerra.
Nel 1948 partecipò alle elezioni per gli Stati nella circoscrizione di St Helier e divenne la prima donna eletta nella legislatura dell'isola. Fu rieletta nel 1951, ma perse il seggio nel 1954. Morì nel giugno 1997 all'età di 90 anni. Dopo la sua morte fu nominata come uno dei 29 eroi britannici dell'Olocausto.
Gli eventi sono stati successivamente trasformati in un film, Another Mother's Son, uscito nel 2017.